# The Dark Ride
The Dark Ride — девятый полноформатный студийный альбом немецкой группы Helloween, выпущенный в 2000 году лейблом Nuclear Blast Records. Две композиции альбома — «If I Could Fly» и «Mr. Torture» вышли отдельными синглами. Релиз явился последним студийным альбомом для двух участников группы — гитариста Роланда Грапова и ударника Ули Куша.

## Об альбоме
Запись The Dark Ride производилась в течение 2000 года в студии Энди Дериса Mi Sueño Music в Тенерифе. Продюсированием альбома, а также сведением записанного материала, занимались Чарли Баурфайнд и Roy Z, при этом, никто из участников группы, за исключением Энди Дериса, при процессе сведения в студии не присутствовал:

Просто никто из нас не захотел брать на себя ответственность за принятие решений. К тому же, я уверен в том, что результат будет наилучшим из всех возможных, поскольку мы полностью доверяем нашим продюсерам, — Михаэль Вайкат
Выбор пал именно на этих продюсеров благодаря Михаэлю Вайкату, который предложил кандидатуру Чарли Баурфайнда, и менеджменту Sanctuary, предложившему Roy Z. Участники не смогли сделать выбор между двумя профессионалами и, в итоге, по предложению самих продюсеров, было решено работать командой.
Всего в ходе студийной сессии было записано 15 композиций, 12 из которых вошли на альбом, а остальные использовались в качестве би-сайдов и бонус-треков. Все 15 композиций из числа других предложенных музыкантами песен были отобраны исключительно самими продюсерами. Составлением трек-листа занимались менеджмент группы и выпускающие лейблы.

### Название
Подобный вариант названия альбома предложил менеджер группы Род Смоллвуд. По словам Михаэля Вайката словосочетание The Dark Ride означает ситуацию, когда во время автогонок автомобиль на полной скорости срывается с трассы и врезается в толпу людей. При этом все эти люди либо гибнут, либо получают тяжёлые ранения.

### Музыка
То, что мы попытались сделать на The Dark Ride, является попыткой осовременить звучание типично «хэллоуиновских» песен, — Михаэль Вайкат.
В ходе записи альбома продюсер Roy Z предлагал участникам группы воспользоваться его фирменным звучанием, заключающимся в использовании звучания гитар, которые настроены ниже стандартного строя. Однако участники задействовали подобный музыкальный ход лишь в нескольких композициях.

## Список композиций
| №   | Название                           | Автор(ы)       | Длительность |
| --- | ---------------------------------- | -------------- | ------------ |
| 1.  | «Beyond the Portal»                | Энди Дерис     | 0:45         |
| 2.  | «Mr. Torture»                      | Ули Куш        | 3:27         |
| 3.  | «All Over the Nations»             | Михаэль Вайкат | 4:54         |
| 4.  | «Escalation 666»                   | Роланд Грапов  | 4:24         |
| 5.  | «Mirror Mirror»                    | Энди Дерис     | 3:43         |
| 6.  | «If I Could Fly»                   | Энди Дерис     | 4:08         |
| 7.  | «Salvation»                        | Михаэль Вайкат | 5:43         |
| 8.  | «The Departed (Sun Is Going Down)» | Ули Куш        | 4:36         |
| 9.  | «I Live for Your Pain»             | Энди Дерис     | 3:59         |
| 10. | «We Damn the Night»                | Энди Дерис     | 4:06         |
| 11. | «Immortal»                         | Энди Дерис     | 4:04         |
| 12. | «The Dark Ride»                    | Роланд Грапов  | 8:51         |

Бонус-трек к японскому изданию
| №   | Название                    | Автор(ы)   | Длительность |
| --- | --------------------------- | ---------- | ------------ |
| 13. | «The Madness of the Crowds» | Энди Дерис | 4:12         |

Бонус-треки к специальному изданию
| №   | Название                       | Автор(ы)                         | Длительность |
| --- | ------------------------------ | -------------------------------- | ------------ |
| 13. | «The Madness of the Crowds»    | Энди Дерис                       | 4:12         |
| 14. | «Deliver Us from Temptation»   | Маркус Гросскопф, Михаэль Вайкат | 4:54         |
| 15. | «If I Could Fly (Single Edit)» | Энди Дерис                       | 3:30         |

## Участники записи
- Энди Дерис — вокал
- Михаэль Вайкат — гитара
- Роланд Грапов — гитара
- Маркус Гросскопф — бас
- Ули Куш — ударные

## Позиции в чартах
| Хит-парад                           | Позиция |
| ----------------------------------- | ------- |
| Германия (Offizielle Top 100)       | 26      |
| Италия (Musica e dischi)            | 43      |
| Финляндия (Suomen virallinen lista) | 19      |
| Швейцария (Schweizer Hitparade)     | 68      |
| Швеция (Sverigetopplistan)          | 38      |
| Япония (Oricon)                     | 11      |